# Liolaemus erroneus
Espèce
Synonymes
- Ctenoblepharys erroneus Núñez & Yáñez, 1983

Statut de conservation UICN

 DD  : Données insuffisantes
Liolaemus erroneus est une espèce de sauriens de la famille des Liolaemidae.

## Répartition
Cette espèce est endémique au nord du Chili.

## Publication originale
- Núñez & Yáñez, 1984 "1983" : Ctenoblepharis erroneus nov. sp. de Iguanidae para la zona norte de Chile. Museo Nacional De Historia Natural Boletin (Santiago), no 40, p. 91-95.